# 基瑟河
46°49′7.4″N 7°34′20.6″E / 46.818722°N 7.572389°E

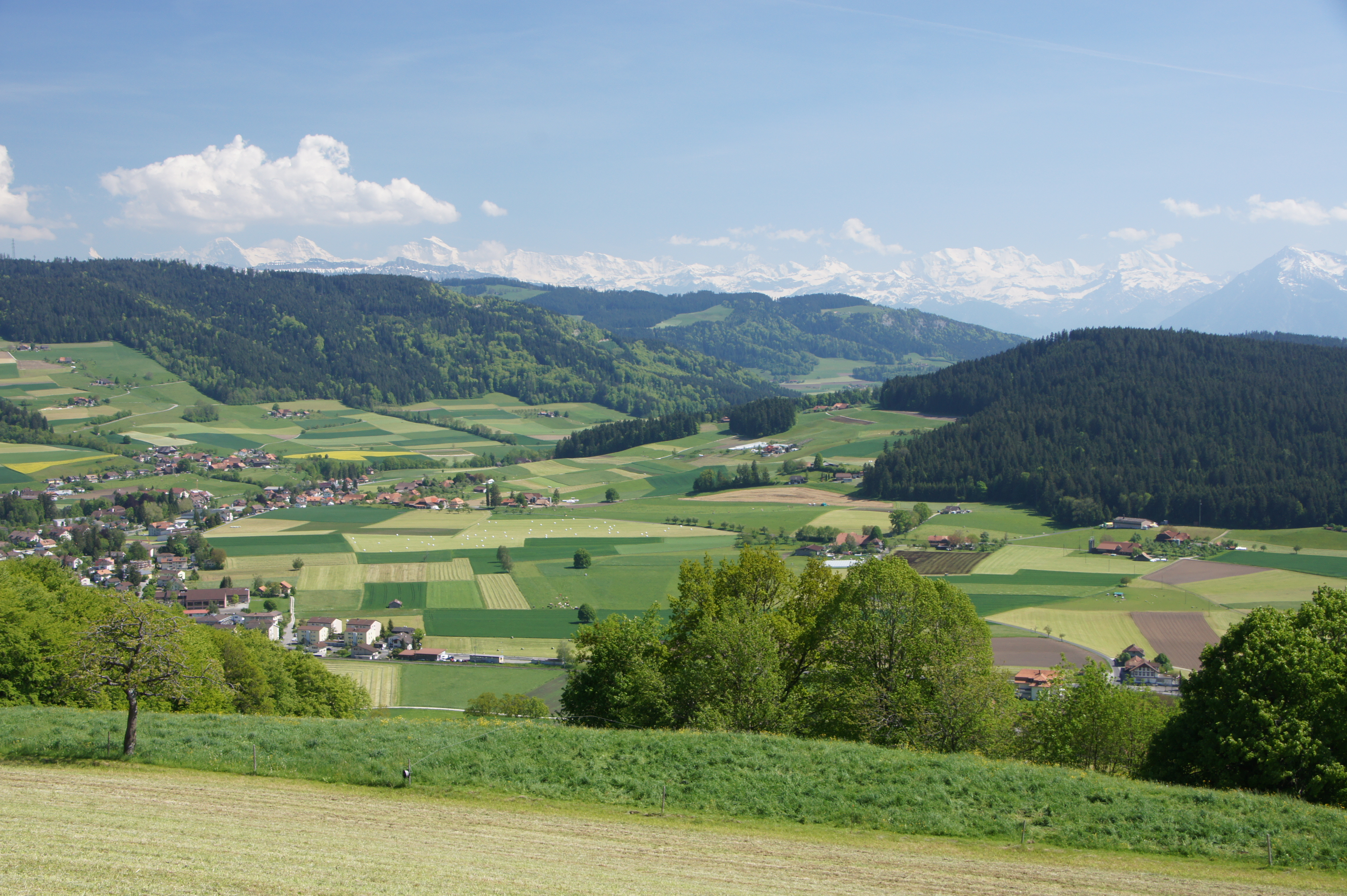

基瑟河是瑞士的河流，位於該國中西部，流經伯恩州，屬於阿勒河的右支流，河道全長21公里，流域面積71.2平方公里，河口處在基森以西。